# 亞布盧尼夫卡 (卡哈爾雷克區)
49°52′52″N 31°3′17″E / 49.88111°N 31.05472°E
亞布盧尼夫卡（烏克蘭語：Яблунівка）是位於烏克蘭北部的村莊，由基辅州奧布希夫區的勒日希夫市鎮負責管轄。該村始建於1650年，面積1.66平方公里，海拔高度188米，2001年人口262，人口密度每平方公里158.1人。